# Servizio in camera
Servizio in camera (Room Service) è un film del 1938 diretto da William A. Seiter, interpretato dai Fratelli Marx, Lucille Ball e Ann Miller.

## Trama
L'impresario teatrale Gordon Miller ha finalmente trovato una persona disposta ad anticipargli il denaro per mettere in scena una commedia. Il finanziatore esige di firmare il contratto nella camera d'albergo di Miller, che egli però deve lasciare libera immediatamente non avendo i soldi per pagare il conto. Con l'aiuto degli amici Binelli e Faker, e con quello, involontario, dell'autore della commedia, Miller riuscirà a trattenersi in albergo fino al ricevimento del denaro necessario per allestire lo spettacolo.

## Produzione
Il film fu prodotto dalla RKO Radio Pictures

## Distribuzione
Distribuito dalla RKO Radio Pictures, il film uscì negli USA in prima a New York il 21 settembre 1938. Nelle sale, venne distribuito il 30 settembre.

### Date di uscita
IMDb
- USA	21 settembre 1938	 (New York City, New York)
- USA	30 settembre 1938
- Francia	29 ottobre 1938
- Portogallo	7 novembre 1938
- Danimarca	1º maggio 1939
- Spagna	8 gennaio 1945
- USA 1955 TV
- Germania Ovest	8 agosto 1970	 (prima TV)
- Portogallo	18 giugno 1981	 (riedizione)
- Germania 2009 DVD
- USA 2010 DVD
- Canada 2010 DVD

Alias
- Room Service 	USA (titolo originale)
- Die Marx Brothers - Zimmerdienst	Germania
- El hotel de los líos 	Spagna
- Hotel dos Sarilhos 	Portugal
- Hotellin hoivissa	Finlandia (titolo TV)
- Kaaos hotellissa	Finlandia
- L'Hotel dels embolics	Spagna (titolo in Catalano)
- Panik i hotellet 	Danimarca
- Panik på hotellet Svezia
- Panique à l'hôtel	Francia
- Por Conta do Bonifácio 	Brasile
- Servizio in camera 	Italia
- Skandalo sto Grand-Hotel	Grecia
- Um Criado ao Seu Dispor	Portogallo